# Most kralja Fahda
Most kralja Fahda (arap. جسر الملك فهد‎; Džisr al-Malik Fahd) je autocestovni most nad Perzijskim zaljevom koji povezuje saudijski grad Khobar i otočnu državu Bahrein.
Planovi za gradnju potpisani su 8. srpnja 1981. godine, a sama izgradnja počela je godinu dana kasnije. Kamen temeljac je postavljen je 11. studenog 1982. godine prilikom ceremonije u kojoj su zajedno sudjelovali saudijski kralj Fahd bin Abdul Aziz i bahreinski šeik Isa bin Salman al-Kalifa. Gradnja je trajala sve do sredine 1986. godine, a autocesta je službeno puštena u promet 25. studenog 1986. godine.
Cijeli projekt u iznosu od 1,2 milijarde USD financirala je Saudijska Arabija, a građevinski izvođač bila je tvrtka Ballast Nedam iz Nizozemske. Autocesta ima četiri trake ukupne širine od 23 m i dug je 25 km. Most kralja Fahda sastoji se od pet konstruktivnih mostova koji se oslanjaju na male otoke. U cjelokupnu strukturu ugrađeno je 350.000 m³ betona i 147.000 tona čelika.

## Vanjske poveznice
- (arap.)(engl.) Službene stranice Mosta kralja Fahda

Ostali projekti
|  | Zajednički poslužitelj ima još gradiva o temi Most kralja Fahda |